# Stanisław Podkowiński
Stanisław Podkowiński (ur. 4 maja 1896, zm. 17 stycznia 1970 w Toronto) – podpułkownik dyplomowany artylerii Wojska Polskiego i Polskich Sił Zbrojnych.

## Życiorys
Stanisław Podkowiński urodził się 4 maja 1896 roku. W listopadzie 1918 roku został przyjęty do Wojska Polskiego. W czasie wojny z bolszewikami walczył w szeregach 3 pułku artylerii polowej Legionów.
3 maja 1922 roku został zweryfikowany w stopniu kapitana ze starszeństwem z dniem 1 czerwca 1919 roku i 330. lokatą w korpusie oficerów artylerii. W latach 1922–1927 pełnił służbę w 27 pułku artylerii polowej we Włodzimierzu na stanowisku dowódcy baterii. W międzyczasie, 1 kwietnia 1925 roku, został odkomenderowany na sześciomiesięczny kurs dowódców dywizjonów w Szkole Strzelań Artylerii w Toruniu. 12 kwietnia 1927 roku awansował na majora ze starszeństwem z dniem 1 stycznia 1927 roku i 60. lokatą w korpusie oficerów artylerii. W tym samym roku został przeniesiony do kadry oficerów artylerii i przydzielony do Oficerskiej Szkoły dla Podoficerów w Bydgoszczy, pozostając w ewidencji 27 pułku artylerii polowej. W 1929 roku odbył trzymiesięczny staż w innych rodzajach broni, a od 15 października do 15 grudnia 1929 roku ukończył Kurs Próbny przy Wyższej Szkoły Wojennej. 29 grudnia 1929 roku został powołany na dwuletni kurs do Wyższej Szkoły Wojennej w Warszawie.
1 września 1931 roku, po ukończeniu kursu i otrzymaniu dyplomu naukowego oficera dyplomowanego, został wyznaczony na stanowisko szefa sztabu 25 Dywizji Piechoty w Kaliszu. Na tym stanowisku współpracował bezpośrednio z ówczesnym dowódcą dywizji, generałem brygady Michałem Tokarzewskim-Karaszewiczem i dowódcą piechoty dywizyjnej, pułkownikiem dyplomowanym Wilhelmem Lawiczem. 6 czerwca 1933 roku otrzymał przeniesienie z dowództwa 25 DP do 4 pułku artylerii lekkiej w Inowrocławiu na stanowisko dowódcy dywizjonu. 27 czerwca 1935 roku awansował na podpułkownika ze starszeństwem z dniem 1 stycznia 1935 roku i 8. lokatą w korpusie oficerów artylerii. 31 sierpnia tego roku został wyznaczony na stanowisko zastępcy dowódcy 4 pułku artylerii lekkiej. W latach 1937–1939 dowodził 6 dywizjonem artylerii konnej w Stanisławowie. W listopadzie 1939 roku został powołany na Kurs doskonalący dla oficerów dyplomowanych przy Wyższej Szkole Wojennej w Warszawie.
W trzeciej dekadzie marca 1939 roku, po rozwiązaniu kursu, został wyznaczony na stanowisko szefa sztabu Samodzielnej Grupy Operacyjnej „Narew”. Był najbliższym współpracownikiem dowódcy SGO „Narew”, generała brygady Czesława Młot-Fijałkowskiego. Na tym stanowisku walczył w kampanii wrześniowej.
Po przegranej kampanii przebywał w niemieckiej niewoli. Był jeńcem Oflagu VIIA w Murnau. 29 lipca 1945 roku, po uwolnieniu z niewoli, wyjechał do Włoch. 14 grudnia 1945 roku spisał „Relację z działań 1939 roku”. Pełnił wówczas służbę w Sekcji Oficerów Łącznikowych (CMF 742) 2 Korpusu Polskiego. W 1946 roku został przeniesiony do Wielkiej Brytanii, później emigrował do Kanady. Zmarł 17 stycznia 1970 roku w Toronto.

## Ordery i odznaczenia
- Krzyż Srebrny Orderu Wojskowego Virtuti Militari (1921)[13]
- Krzyż Kawalerski Orderu Odrodzenia Polski (10 marca 1978)[14]
- Krzyż Walecznych – czterokrotnie
- Złoty Krzyż Zasługi (10 listopada 1938)[15]
- Medal Niepodległości
- Medal Pamiątkowy za Wojnę 1918–1921
- Medal Dziesięciolecia Odzyskanej Niepodległości